# (7872) 1990 UC
1990 يو سي (ويعرف أيضًا باسم (7872) 1990 يو سي وفق تسمية الكوكب الصغير) (بالإنجليزية: 1990 UC)‏ هو كويكب ضمن حزام الكويكبات؛ وترتيبه 7872 من حيث الاكتشاف.
اكتُشف هذا الجُرم الفلكي بواسطة تاكيشي أوراتا ‏ في 18 أكتوبر 1990.

## وصلات خارجية
- (7872) 1990 UC في قاعدة بيانات مختبر الدفع النفاث لأجرام النظام الشمسي الصغيرة

- الاكتشاف · مخطط المدار ·  العناصر المدارية · المعلمات المادية

- (7872) 1990 UC على موقع ويكي سكاي: DSS2, SDSS, GALEX, IRAS, Hydrogen α, X-Ray, Astrophoto, Sky Map, Articles and images